# 戒坛
戒坛又名戒台，是中国汉传佛教传授戒律的地方，授戒之后，代表出家者正式成为僧尼。

## 词源学
“坛”源自古印度“曼陀罗”，《资持记》上说：“法毁尊持，常地莫行，如持秘咒，必结坛场”。在古印度建戒坛时，常常是在寺院的东南方。

## 沿革
根据《释氏要览》记载，中国三国魏国嘉平正元年间（249年–256年），昙柯迦罗在洛阳建立“大僧羯磨”。南朝永明年间（483年–493年），吴地（今江苏省、浙江省等）建立戒坛。唐朝初年，南山律师在灵感寺建立戒坛。唐朝道宣和尚著有《戒坛图经》一卷，流传至今。

## 建筑形式
戒坛是汉传佛教寺院建的大坛场，地点较高，台子也较高，是僧尼受戒的地方。禅宗和律宗寺院，戒坛前都立着石碑一方，石碑上刻有“禁荤酒入山门”，石碑名叫“戒坛石”。